# Carl Jansson-Öhlin
Karl Johan Jansson Öhlin, född 4 april 1865 i Örebro, Örebro län, död 1 juli 1908 i Amsbergs församling, Kopparbergs län, var en svensk bondkomiker och sångtextförfattare. 

## Biografi
Jansson-Öhlin var verksam under pseudonymen Lars Bondeson och debuterade som bondkomiker vid Alhambrateatern i Stockholm 1891. Han uppträdde som damimitatör, historieberättare och sångare av visor som han själv författat. Hans texter fick spridning bland andra bondkomiker eftersom han sålde sina texter i små häften efter sina framträdanden.
Han kallade sig "Den svenske Original-Bondkomikern".  Samtidigt som Jödde i Göljaryd på Skansen stadfäste klädedräkt och repertoar för en hel underhållningsgenre fanns Svea-artilleristen Jansson-Ohlin på Alhambravarietén som "Lars Bondeson". Därmed inledde han den bondkomik som till skillnad från Jödde i Göljaryds skulle gå in i den kommersiella underhållningsvärlden via varietéscener, danstillstälningar och folkparker. 
Bondeson samlade melodier och visor, som han upptecknade eller, i några fall, själv skrev. Han dog 1908 och hade inte uppträtt mer än tillfälligtvis de senaste åren. Hans artistbana sträcker sig egentligen bara från 1891 till 1895.